# Thanh thất
Cây bút hay thanh thất, càng hom thơm, cun, bông xuất, xú xuân, bông xướt, càn thôn (danh pháp hai phần: Ailanthus triphysa là loài cây của các khu rừng mưa châu Á và châu Úc.

## Phân bố
Cây bút có ở Ấn Độ, Sri Lanka, Trung Quốc, Malaysia, Myanmar, Thái Lan, Philippines, Indonesia và Việt Nam. Ở Australia, loài này có ở bang Tây Úc, bang Queensland và cực nam của khu bảo tồn thiên nhiên đảo Susan (bang New South Wales).
Tại Việt Nam, cây này phân bố từ Lạng Sơn cho đến Ninh Thuận và Gia Lai.

## Mô tả
Cây thân gỗ trung bình, thường xanh, cao đến 35 m, đường kính đến 80 cm. 
Cây mọc rải rác trong rừng nguyên sinh hoặc thứ sinh, có thể được trồng để lấy gỗ.

## Sử dụng
Cây được trồng lấy gỗ hoặc làm cảnh, lấy bóng mát. Vỏ cây, lá, quả và nhựa cây đều có thể làm thuốc trị bệnh.